# Wnuk-Gasthof

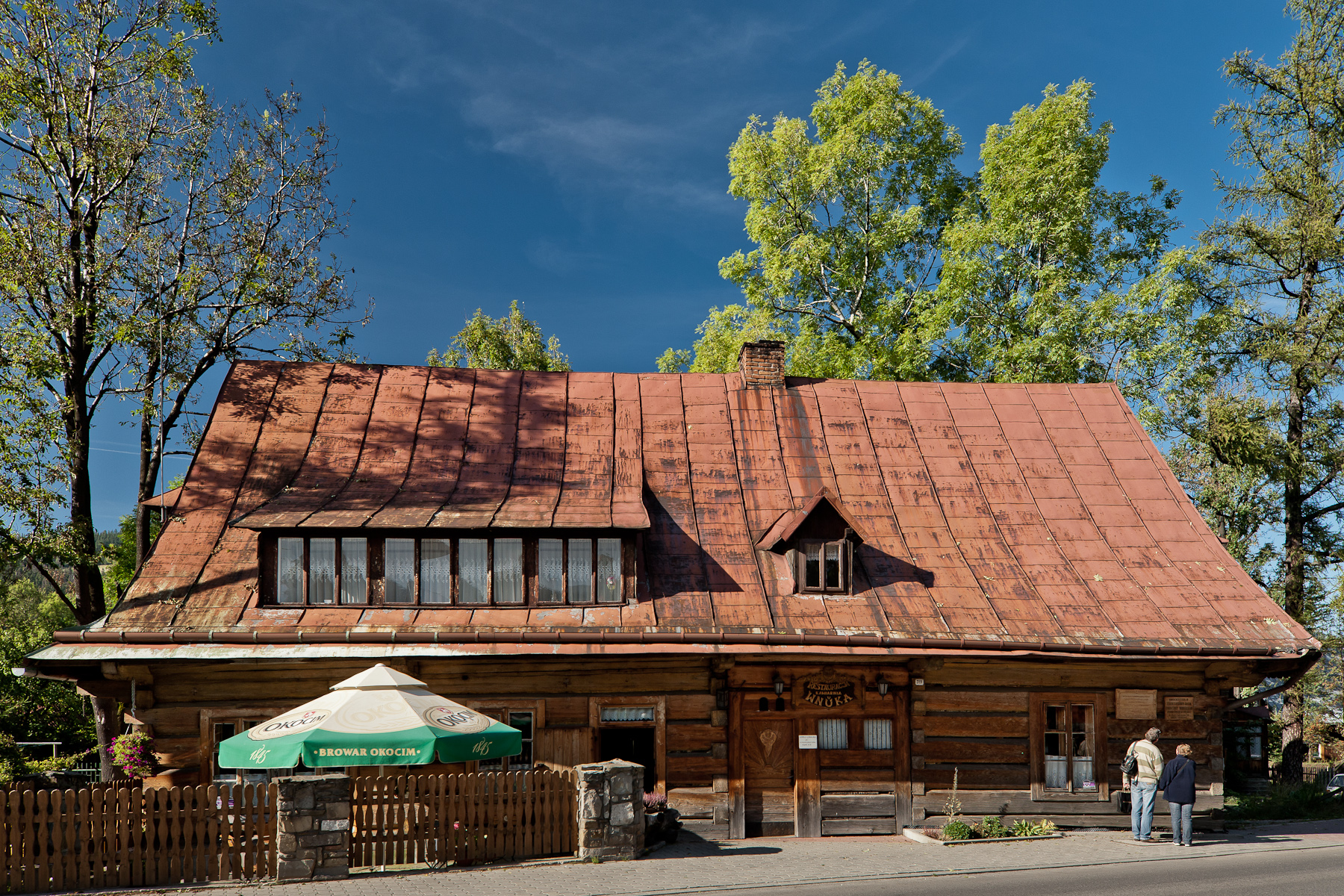
Im Sommer

Der Wnuka-Gasthof (poln. Karczma U Wnuka) wurde 1850 im Zentrum von Zakopane als Villa an der Kościeliska-Straße von Józef Krzeptowski im schlesisch-zipser Stil erbaut. Es gilt als eines der ältesten erhaltenen Gebäude in Zakopane. Der Gasthof war seit 1870 ein zentraler Treffpunkt der politisch aktiven Góralen. 1904 wurde hier der Verband der Góralen gegründet.
Seit 1907 gehörte der Gasthof Jan Wnuk, auf den der Name zurückgeht. Die wörtliche Übersetzung des Namens als Gasthaus zum Enkel ist daher historisch fehlerhaft, da mit Wnuk nicht ein Enkel, sondern Jan Wnuk gemeint ist.
Das Gebäude ist denkmalgeschützt und Teil des kleinpolnischen Holzarchitekturwegs.